# Erling Kagge
Erling Kagge (* 15. Januar 1963 in Oslo) ist ein norwegischer Autor, Abenteurer, Kunstsammler und Verleger.

## Leben und Werk
Kagge wuchs in Oslo auf. Nach seinem Jurastudium wurde er Anwalt und arbeitete für Norsk Hydro.
Zusammen mit seinem Landsmann Børge Ousland nahm er im Jahr 1990 an der ersten nicht unterstützten Expedition zum Nordpol teil.
Er beendete 1992/93 die erste nicht unterstützte Soloexpedition zum Südpol, den er am 7. Januar 1993 erreichte. Für die 1310 km lange Strecke benötigte er 51 Tage.
Im Jahr 1994 bestieg Kagge den Mount Everest. Er ist damit die erste Person, die diese drei Extrempunkte der Welt (Three Poles Challenge) zu Fuß erreicht hat.
Nach diesem Rekord studierte Kagge einige Semester Philosophie an der Universität Cambridge. Im Jahr 1996 gründete er in Oslo den Verlag Kagge Forlag, der heute in Norwegen zu den führenden Buchverlagen zählt. 2000 erwarb der Kagge Forlag das traditionsreiche Verlagshaus „J.M. Stenersens Forlag“.
Kagge ist ein bekannter Kunstsammler. 2015 veröffentlichte er das Buch A Poor Collector’s Guide to Buying Great Art, in dem er den Kunstkauf mit wenig Geld thematisierte. Da der Markt von Überproduktion und -angebot geprägt sei, ist für ihn ein Kunstwerk kein Spekulationsobjekt. Es vermittle vielmehr eine seelische Rendite; das Leben mit der Kunst bereite Vergnügen.

## Schriften (Auswahl)
- A Poor Collector’s Guide to Buying Great Art. Die Gestalten, Berlin 2015, ISBN 978-3-89955-579-0.
- Stille. Ein Wegweiser. Übersetzung von Ulrich Sonnenberg, Insel, Berlin 2017, ISBN 978-3-458-17724-1.
- Gehen. Weiter gehen – Eine Anleitung. Übersetzung von Ulrich Sonnenberg, Insel, Berlin 2018, ISBN 978-3-458-17768-5.
- Große Kunst für kleines Geld: Eine Anleitung. Originaltitel: Kunsten å samle kunst, 2015, Übersetzung von Moritz Müller-Schwefe, Insel, Berlin 2019, ISBN 978-3-458-17819-4.
- Philosophie für Abenteurer. Übersetzung von Ulrich Sonnenberg, Insel, Berlin 2020, ISBN 978-3-458-17840-8.